# Nonkululeko Mlaba
Nonkululeko Mlaba (* 27. Juni 2000 in Südafrika) ist eine südafrikanische Cricketspielerin, die seit 2019 für die südafrikanische Nationalmannschaft spielt.

## Aktive Karriere
Ihr Debüt in der Nationalmannschaft gab sie im September bei der WTWenty20-Serie in Indien. Daraufhin wurde sie für den ICC Women’s T20 World Cup 2020 nominiert, bei dem sie vier Spiele absolvierte. Im Januar 2021 gab sie ihr Debüt im WODI auf der Tour gegen Pakistan. Im März 2021 konnte sie auf der Tour in Indien im ersten WODI 2 Wickets für 41 Runs erzielen. Ebenfalls 2 (2/22) Wickets gelangen ihr im September 2021 beim zweiten WTWenty20 der Tour in den West Indies. Im Februar 2022 wurde sie für den Women’s Cricket World Cup 2022 nominiert, spielte dort jedoch kein Spiel. Bei der Tour in England im Sommer 2022 erzielte sie im dritten WTwenty20 3 Wickets für 22 Runs un absolvierte ihren ersten WTest. Bei den Commonwealth Games 2022 erzielte sie in allen drei Vorrundenspielen jeweils ein Wicket. Beim ICC Women’s T20 World Cup 2023 war ihre beste Leistung 3 Wickets für 10 Runs in der Vorrunde gegen Neuseeland.